# Xã Jefferson, Quận Pulaski, Indiana
Xã Jefferson (tiếng Anh: Jefferson Township) là một xã thuộc quận Pulaski, tiểu bang Indiana, Hoa Kỳ. Năm 2010, dân số của xã này là 545 người.